# Vista och Mo häraders valkrets
Vista och Mo häraders valkrets var vid riksdagsvalen till andra kammaren 1896-1908 en egen valkrets med ett mandat. Häradet ingick tidigare i Tveta, Vista och Mo härads valkrets. Valkretsen avskaffades inför riksdagsvalet 1911 och uppgick då i Jönköpings läns västra valkrets.

## Riksdagsmän
- Carl Johansson, lmp 1897–1905, nfr 1906–1910 (1897–1910)
- Malcolm Johansson, lmp (1911)

## Valresultat

### 1896
| Andrakammarvalet i Sverige 1896: Vista och Mo häraders valkrets | Andrakammarvalet i Sverige 1896: Vista och Mo häraders valkrets | Andrakammarvalet i Sverige 1896: Vista och Mo häraders valkrets | Andrakammarvalet i Sverige 1896: Vista och Mo häraders valkrets | Andrakammarvalet i Sverige 1896: Vista och Mo häraders valkrets |
| Kandidat                                                        | Kandidat                                                        | Röster                                                          | Röster                                                          | Röster                                                          |
| Kandidat                                                        | Kandidat                                                        | Antal                                                           | %                                                               | +− %                                                            |
| --------------------------------------------------------------- | --------------------------------------------------------------- | --------------------------------------------------------------- | --------------------------------------------------------------- | --------------------------------------------------------------- |
|                                                                 | Carl Johansson                                                  | 434                                                             | 57,1                                                            |                                                                 |
|                                                                 | Johan August Carlson                                            | 197                                                             | 25,9                                                            |                                                                 |
|                                                                 | Övriga kandidater                                               | 129                                                             | 17,0                                                            | —                                                               |
| Antal giltiga röster                                            | Antal giltiga röster                                            | 760                                                             |                                                                 |                                                                 |
| Kasserade röster                                                | Kasserade röster                                                | 7                                                               |                                                                 |                                                                 |
| Totalt                                                          | Totalt                                                          | 767                                                             |                                                                 |                                                                 |

### 1899
| Andrakammarvalet i Sverige 1899: Vista och Mo häraders valkrets | Andrakammarvalet i Sverige 1899: Vista och Mo häraders valkrets | Andrakammarvalet i Sverige 1899: Vista och Mo häraders valkrets | Andrakammarvalet i Sverige 1899: Vista och Mo häraders valkrets | Andrakammarvalet i Sverige 1899: Vista och Mo häraders valkrets |
| Kandidat                                                        | Kandidat                                                        | Röster                                                          | Röster                                                          | Röster                                                          |
| Kandidat                                                        | Kandidat                                                        | Antal                                                           | %                                                               | +− %                                                            |
| --------------------------------------------------------------- | --------------------------------------------------------------- | --------------------------------------------------------------- | --------------------------------------------------------------- | --------------------------------------------------------------- |
|                                                                 | Carl Johansson                                                  | 385                                                             | 71,6                                                            | ▲14,5                                                           |
|                                                                 | kronolänsman Blomström                                          | 141                                                             | 26,2                                                            |                                                                 |
|                                                                 | Övriga kandidater                                               | 12                                                              | 2,2                                                             | —                                                               |
| Antal giltiga röster                                            | Antal giltiga röster                                            | 538                                                             |                                                                 |                                                                 |
| Kasserade röster                                                | Kasserade röster                                                | 55                                                              |                                                                 |                                                                 |
| Totalt                                                          | Totalt                                                          | 593                                                             |                                                                 |                                                                 |

### 1902
| Andrakammarvalet i Sverige 1902: Vista och Mo häraders valkrets | Andrakammarvalet i Sverige 1902: Vista och Mo häraders valkrets | Andrakammarvalet i Sverige 1902: Vista och Mo häraders valkrets | Andrakammarvalet i Sverige 1902: Vista och Mo häraders valkrets | Andrakammarvalet i Sverige 1902: Vista och Mo häraders valkrets |
| Kandidat                                                        | Kandidat                                                        | Röster                                                          | Röster                                                          | Röster                                                          |
| Kandidat                                                        | Kandidat                                                        | Antal                                                           | %                                                               | +− %                                                            |
| --------------------------------------------------------------- | --------------------------------------------------------------- | --------------------------------------------------------------- | --------------------------------------------------------------- | --------------------------------------------------------------- |
|                                                                 | Carl Johansson                                                  | 552                                                             | 76,2                                                            | ▲4,6                                                            |
|                                                                 | kronolänsman Blomström                                          | 167                                                             | 23,0                                                            | ▼3,2                                                            |
|                                                                 | Övriga kandidater                                               | 6                                                               | 0,8                                                             | —                                                               |
| Antal giltiga röster                                            | Antal giltiga röster                                            | 725                                                             |                                                                 |                                                                 |
| Kasserade röster                                                | Kasserade röster                                                | 2                                                               |                                                                 |                                                                 |
| Totalt                                                          | Totalt                                                          | 727                                                             |                                                                 |                                                                 |

### 1905
| Andrakammarvalet i Sverige 1905: Vista och Mo häraders valkrets | Andrakammarvalet i Sverige 1905: Vista och Mo häraders valkrets | Andrakammarvalet i Sverige 1905: Vista och Mo häraders valkrets | Andrakammarvalet i Sverige 1905: Vista och Mo häraders valkrets | Andrakammarvalet i Sverige 1905: Vista och Mo häraders valkrets |
| Kandidat                                                        | Kandidat                                                        | Röster                                                          | Röster                                                          | Röster                                                          |
| Kandidat                                                        | Kandidat                                                        | Antal                                                           | %                                                               | +− %                                                            |
| --------------------------------------------------------------- | --------------------------------------------------------------- | --------------------------------------------------------------- | --------------------------------------------------------------- | --------------------------------------------------------------- |
|                                                                 | Carl Johansson                                                  | 469                                                             | 93,4                                                            | ▲17,2                                                           |
|                                                                 | Närmaste kandidat                                               | 10                                                              | 2,0                                                             |                                                                 |
|                                                                 | Övriga kandidater                                               | 23                                                              | 4,6                                                             | —                                                               |
| Antal giltiga röster                                            | Antal giltiga röster                                            | 502                                                             |                                                                 |                                                                 |
| Kasserade röster                                                | Kasserade röster                                                | 3                                                               |                                                                 |                                                                 |
| Totalt                                                          | Totalt                                                          | 505                                                             |                                                                 |                                                                 |

### 1908
| Andrakammarvalet i Sverige 1908: Vista och Mo häraders valkrets | Andrakammarvalet i Sverige 1908: Vista och Mo häraders valkrets | Andrakammarvalet i Sverige 1908: Vista och Mo häraders valkrets | Andrakammarvalet i Sverige 1908: Vista och Mo häraders valkrets | Andrakammarvalet i Sverige 1908: Vista och Mo häraders valkrets |
| Kandidat                                                        | Kandidat                                                        | Röster                                                          | Röster                                                          | Röster                                                          |
| Kandidat                                                        | Kandidat                                                        | Antal                                                           | %                                                               | +− %                                                            |
| --------------------------------------------------------------- | --------------------------------------------------------------- | --------------------------------------------------------------- | --------------------------------------------------------------- | --------------------------------------------------------------- |
|                                                                 | Carl Johansson                                                  | 501                                                             | 93,3                                                            | ▼0,1                                                            |
|                                                                 | Närmaste kandidat                                               | 11                                                              | 2,0                                                             |                                                                 |
|                                                                 | Övriga kandidater                                               | 25                                                              | 4,7                                                             | —                                                               |
| Antal giltiga röster                                            | Antal giltiga röster                                            | 537                                                             |                                                                 |                                                                 |
| Kasserade röster                                                | Kasserade röster                                                | 1                                                               |                                                                 |                                                                 |
| Totalt                                                          | Totalt                                                          | 538                                                             |                                                                 |                                                                 |